# Agapant
Els agapants (Agapanthus) són un gènere de plantes monocotiledònies de la família de les amaril·lidàcies dins de l'ordre de les asparagals. Són plantes herbàcies, rizomatoses i bastant robustes, endèmiques de Sud-àfrica, que poden ser fàcilment reconegudes per les seves fulles amb forma de cinta, planes, bastant carnoses; per la seva inflorescència en umbel·la a l'extrem d'un llarg escap i per les seves flors generalment grans amb ovari súper.
En les classificacions tradicionals de les angiospermes, Agapanthus era ordenat dins d'una àmplia circumscripció de les liliàcies. Tanmateix, algunes anàlisis filogenètiques basades en l'ADN i diversos caràcters morfològics semblaven indicar que aquesta família estva separada no només de la circumscripció actual de les liliàcies, sinó també de dues altres famílies estretament relacionades: les al·liàcies i les amaril·lidàcies. Per aquest motiu, fou reconeguda pel sistema de classificació APG II del 2003 i l'APWeb com una família separada, tot i que l'APG II permetia l'opció d'incloure Agapanthus en una definició més àmplia de les al·liàcies (Alliaceae sensu lato). Anàlisis posteriors van portar a incloure aquest gènere dins la família de les amaril·lidàcies.

## Etimologia i noms comuns
El nom Agapanthus deriva dels mots grecs agape, ‘amor’ i anthos, ‘flor’ i, per tant, significa ‘flor de l'amor’. En països de parla anglesa se la coneix com a African Lily o Blue Lily, en afrikaans és bloulelie o agapant, en xhosa se l'anomena isicakathi i en zulu, ubani. En català rep diversos noms, tals com «lliri africà», «flor de l'amor», «tuberosa blava», tot i que el més popular és «agapant».

## Descripció
Són plantes herbàcies, perennes, proveïdes de curts rizomes i amb fulles arrosetades, linear-oblongues i planes.
Les flors són actinomorfes i hermafrodites, grans, blaves o blanques. El perigoni és infundibuliforme, compost per sis tèpals soldats. L'androceu està compost per sis estams fins i tot amb filaments filiformes i anteres oblongues. L'ovari és súper, trilocular, amb els lòculs pluriovulats.
El fruit és una càpsula. Les flors es troben disposades en inflorescències que són umbel·les, ubicades a l'extrem d'un escap àfil, més llarg que les fulles. Les inflorescències estan protegides per bràctees unides entre si al llarg d'un dels seus costats.
El nombre cromosòmic bàsic és x=15, però també se n'han observat exemplars amb x=14 i x=16. Els cromosomes tenen una longitud de 4 a 9 µm.

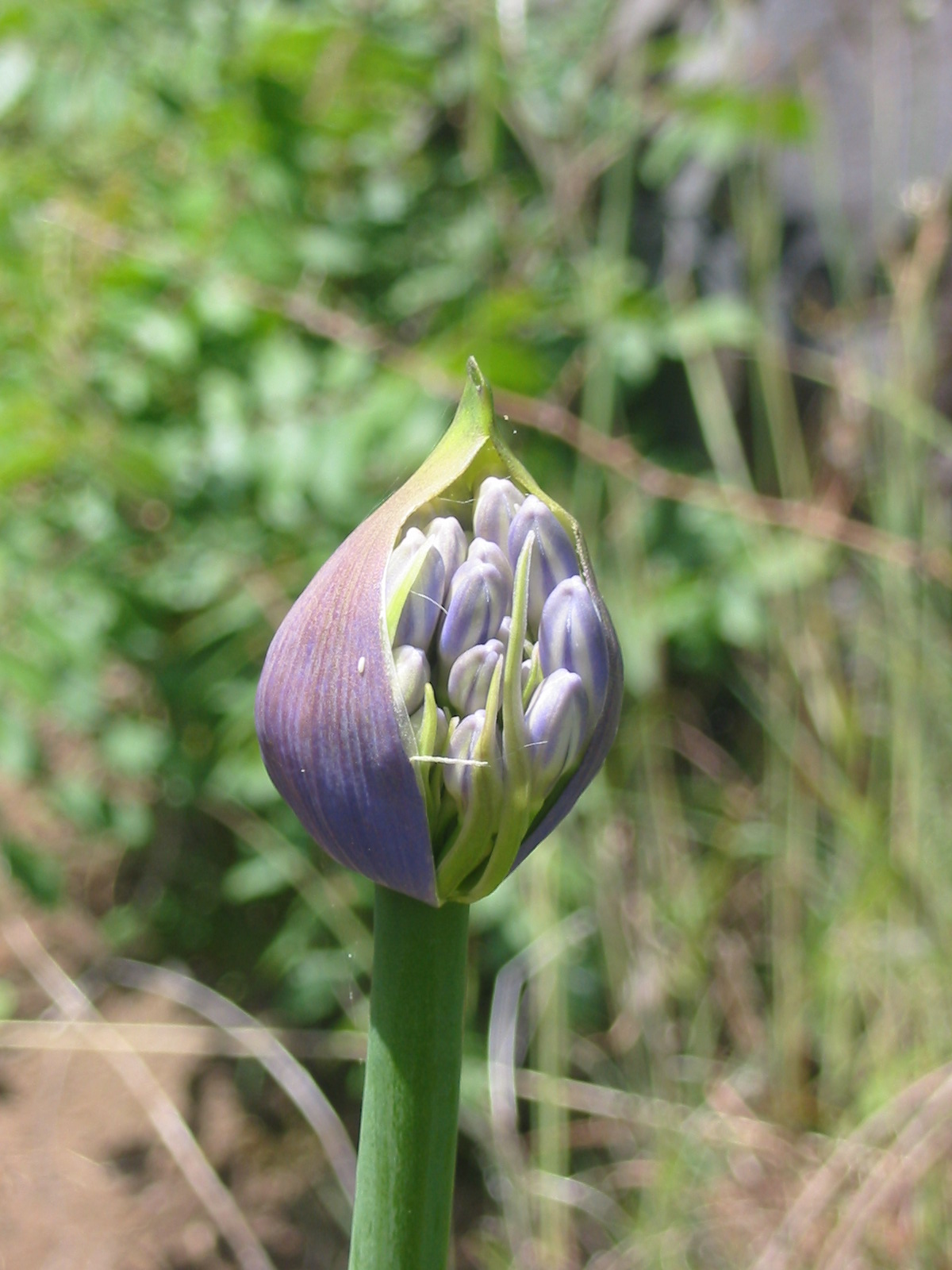
Inflorescència protegida per una espata

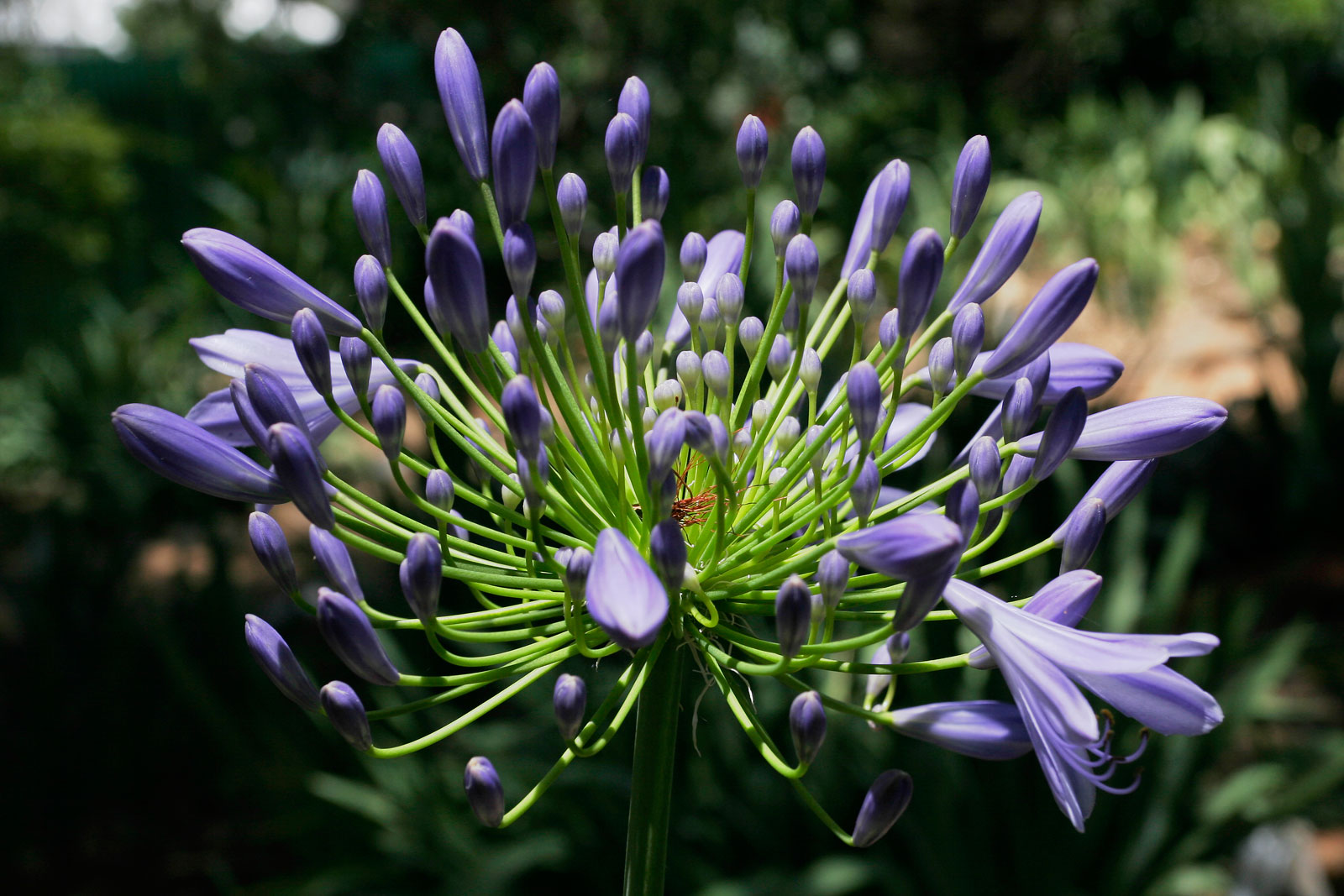
Inflorescència

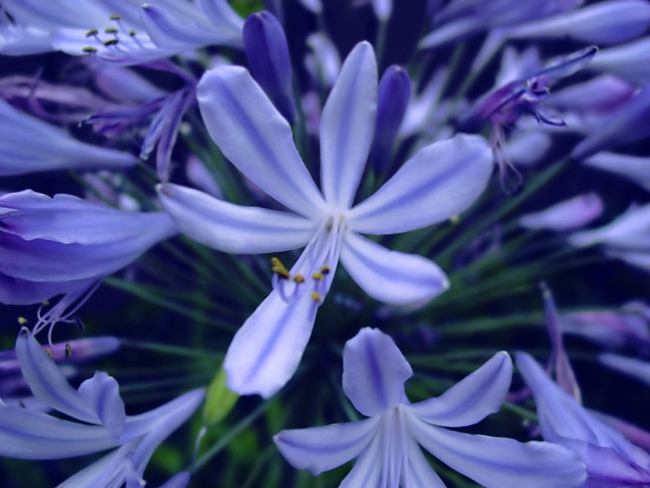
Detall d'una flor d'agapant

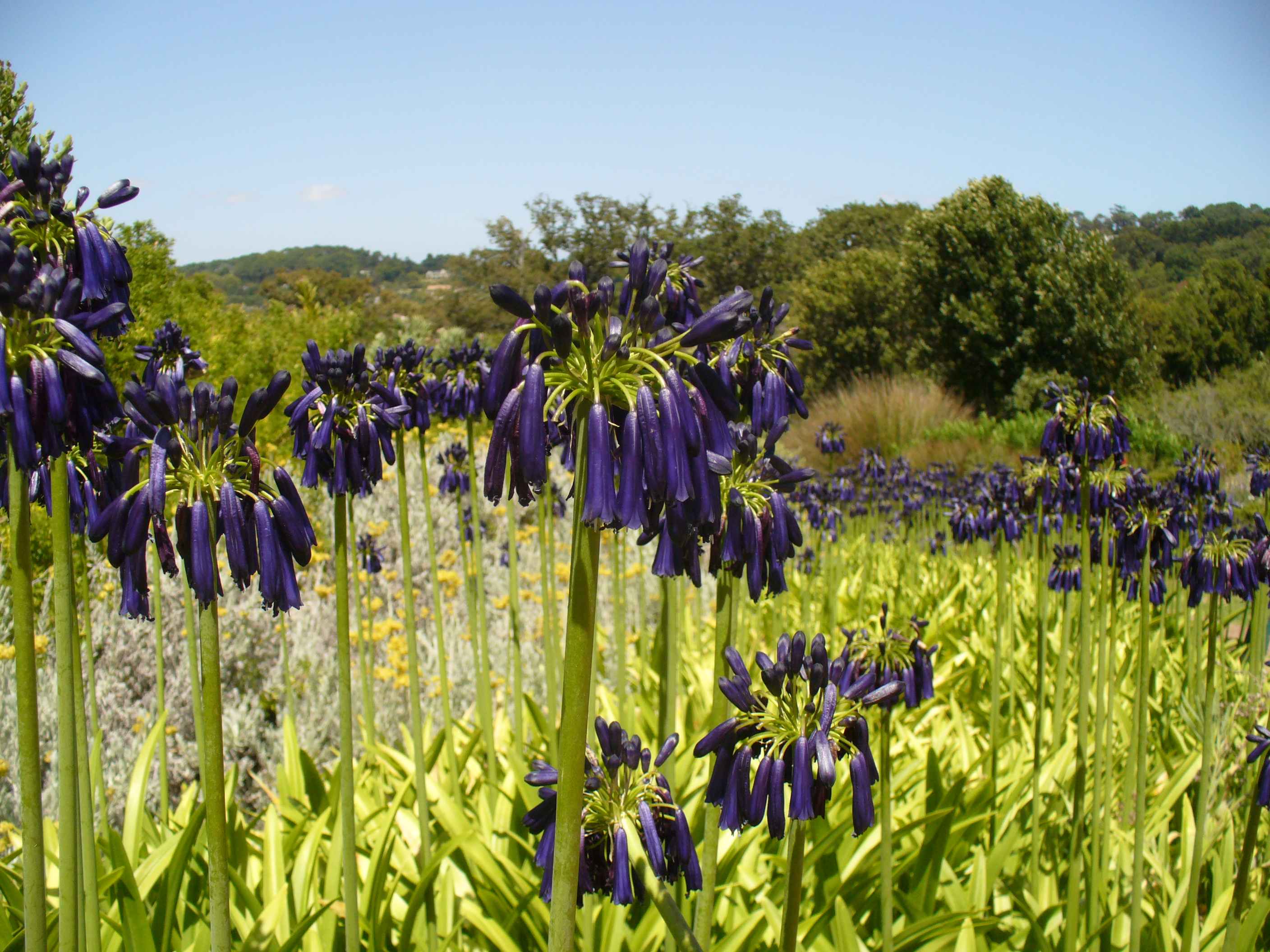
Agapanthus inapertus, inflorescència

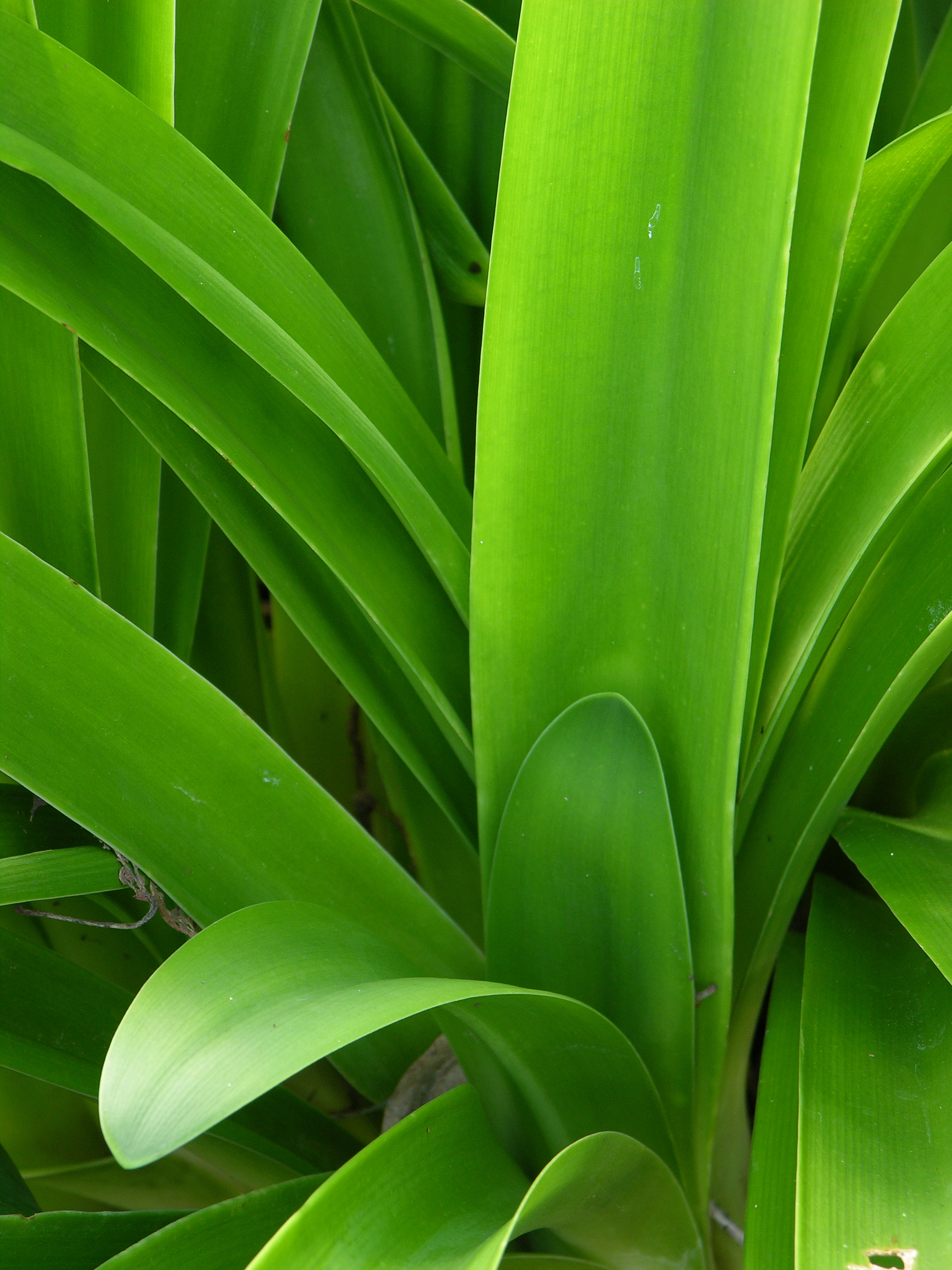
Fulles dAgapanthus

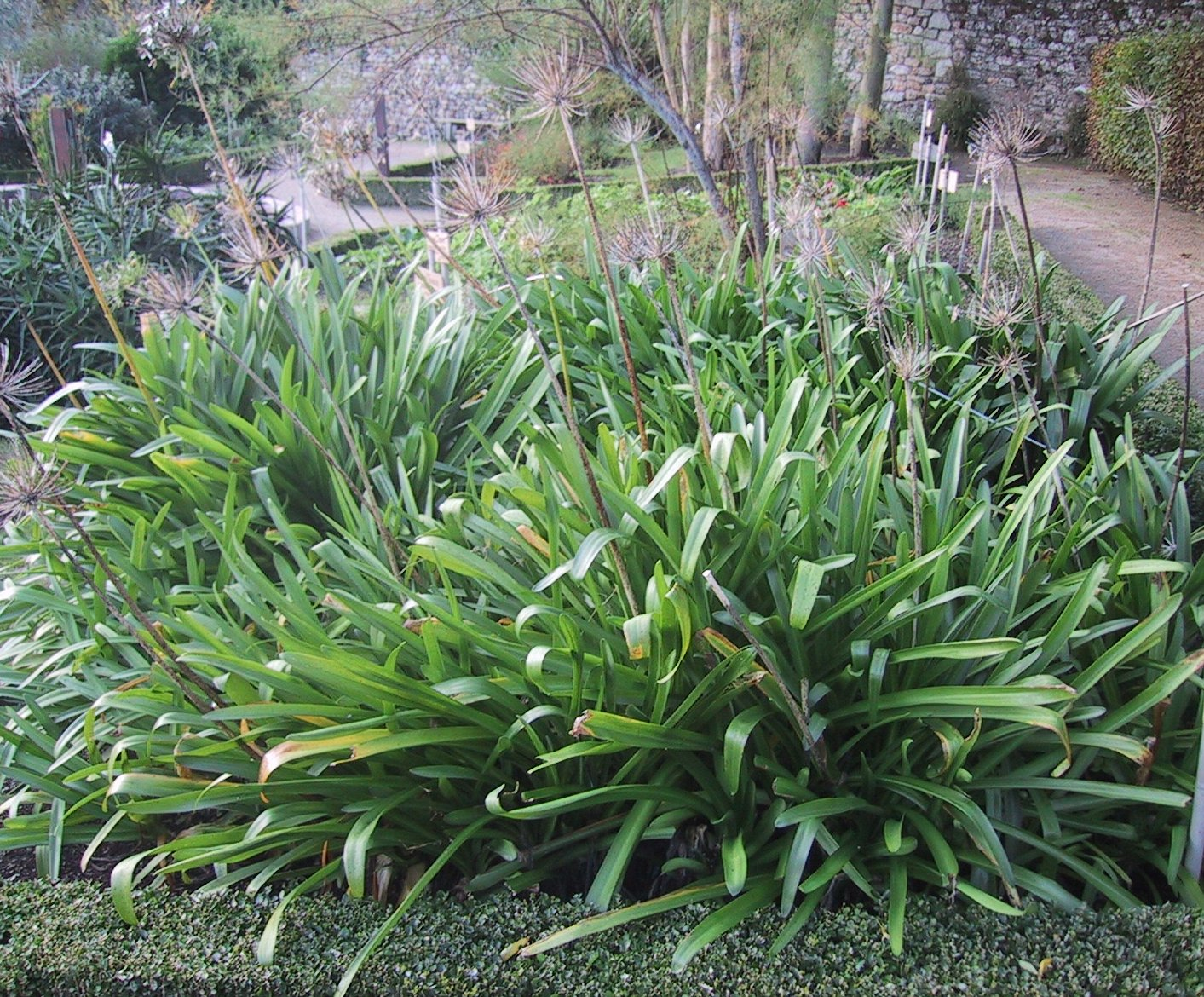
Vista general d'una clívia blava

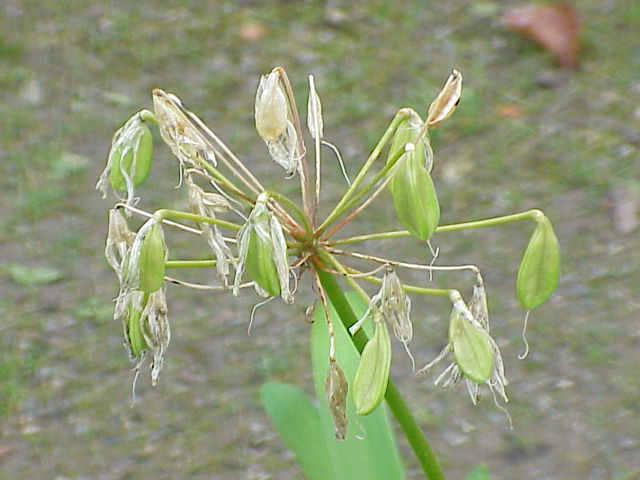
Fruits d'agapant

Respecte a la fitoquímica, totes les espècies d'agapant produeixen fitoecdisteroides, compostos que estan relacionats amb la defensa de les plantes davant l'atac d'insectes que s'alimenten de les seves fulles. A més, s'ha comprovat que els extractes de les espècies d'aquest gènere tenen propietats antifúngiques amb una acció molt eficaç contra patògens de les plantes.
S'han determinat les estructures químiques de dues de les principals antocianines de les flors blaves d'agapant, que representen els únics exemples coneguts de pigments en què el grup acil aromàtic i el flavonoide estan units de manera covalent a l'antocianina.

## Ecologia
Agapanthus és un gènere nadiu de Sud-àfrica. Les espècies perennifòlies que provenen de les regions amb pluges hivernals del Cap Occidental i del Cap Oriental substitueixen anualment algunes fulles amb noves fulles que creixen a l'àpex de la tija. Les espècies de fulla caduca provenen de les regions de pluges estivals del Cap Oriental, KwaZulu-Natal, Lesotho, l'Estat Lliure d'Orange, Mpumalanga, Limpopo, Eswatini, i Moçambic. Aquestes espècies creixen ràpidament a la primavera quan comencen les pluges, i després perden completament les fulles i romanen en repòs durant l'hivern.
Totes les espècies del gènere es distribueixen en regions amb precipitacions mitjanes anuals superiors a 500 mm i des del nivell del mar fins a 2.000 msnm.

## Taxonomia
El gènere Agapanthus fou erigit per L'Heritier el 1788. Des de la seva creació, la inclusió del gènere en una determinada família ha estat objecte de debat. Durant dècades Agapanthus fou classificat a la família de les liliàcies, com per exemple, al Sistema de Cronquist (1981). Després fou traslladat a la família de les amaril·lidàcies i més tard de nou traslladat, a la família de les al·liàcies.
Actualment, se l'inclou en la seva pròpia família, la de les agapantàcies. La categoria de família és discutida. El Grup per a la Classificació Filogenètica de les Angiospermes (APG) al seu treball del 1998 accepta la família de les agapantàcies. Al treball de l'APG II (2003) el reconeixement d'aquesta família és opcional: el gènere Agapanthus també pot ser inclòs dins de la família Alliaceae sensu lato. Tanmateix, les agapantàcies no presenten l'olor d'all característica de les al·liàcies i les anàlisis d'ADN demostren que són més properes a les amaril·lidàcies. Tanmateix, es distingeix d'aquesta última família pel tipus d'ovari, la presència de saponines i l'absència d'alcaloides típics de les amaril·lidàcies.

### Espècies
Agapanthus és un gènere molt variable, malgrat que totes les espècies tenen un aspecte similar, amb rizomes gruixuts, fulles en forma de llargues tires o bandes i inflorescències en umbel·les a l'extrem d'un escap més alt que les fulles. Els botànics sempre han trobat dificultats per classificar les espècies d'aquest gènere. El 1965, Frances Leighton presentà una revisió d'Agapanthus en què en reconeixia un total de deu espècies, quatre d'elles perennifòlies (A. africanus, A. comptonii, A. praecox i A. walshii) i sis decídues o de fulla caduca (A. campanulatus, A. caulescens, A. coddii, A. dyeri, A. inapertus i A. nutans).
Actualment, mitjançant caràcters com el contingut d'ADN nuclear, el color i la vitalitat del pol·len i estudis morfològics, es considera que A. comptonii és idèntic a A. praecox subsp. minimus, que A. walshii és una subespècie d'A. africanus, que A. dyeri és un sinònim d'A. inapertus subsp. intermedius i que A. nutans és idèntic a A. caulescens. Com a resultat de tots aquests estudis, moltes espècies han estat reduïdes a sinònims i d'altres s'han categoritzat com a subespècies, per la qual cosa avui es considera que hi ha només dues espècies perennifòlies (A. africanus i A. praecox) i quatre de caducifòlies (A. campanulatus, A. caulescens, A. coddii i A. inapertus), cosa que fa un total de sis espècies, moltes de les quals tenen una o més subespècies.
- Agapanthus africanus (L.) Hoffmanns., Verz. Pfl.-Kult.: 35 (1824). Sud-oest del Cap Occidental.
  - Agapanthus africanus ssp. africanus.
  - Agapanthus africanus subsp. walshii (Leighton) Zonn. i Duncan (sin.: Agapanthus walshii L.Bolus, Ann. Bolus Herb. 3: 14 (1920)). Sud-oest del Cap Occidental.

- Agapanthus campanulatus F. M. Leight., S. African Gard. 24: 71 (1934). República de Sud-àfrica.
  - Agapanthus campanulatus subsp. campanulatus. Cap Occidental fins a KwaZulu-Natal.
  - Agapanthus campanulatus subsp. patens (F. M. Leight.) F. M. Leight., J. S. African Bot., Suppl. 4: 33 (1965). Gauteng a Cap Oriental (sin.: Agapanthus patens F. M. Leight.)

- Agapanthus caulescens Spreng., Gartenflora 1901: 21 (1901). Sud-àfrica.
  - Agapanthus caulescens subsp. angustifolius F. M. Leight., J. S. African Bot., Suppl. 4: 36 (1965). Mpumalanga a Eswatini.
  - Agapanthus caulescens subsp. caulescens. Mpumalanga a Cap Oriental.
  - Agapanthus caulescens subsp. gracilis (F. M. Leight.) F. M. Leight., J. S. African Bot., Suppl. 4: 31 (1965). Mpumalanga a KwaZulu-Natal. (sin.: Agapanthus gracilis F. M. Leight.)

- Agapanthus coddii F. M. Leight., J. S. African Bot., Suppl. 4: 36 (1965). Limpopo.

- Agapanthus inapertus Beauverd, Bull. Soc. Bot. Genève 2: 179 (1912). Sud-oest de Moçambic a Sud-àfrica.
  - Agapanthus inapertus subsp. hollandii (F. M. Leight.) F. M. Leight., J. S. African Bot., Suppl. 4: 42 (1965). Mpumalanga. (sin.: Agapanthus hollandii F. M. Leight.)
  - Agapanthus inapertus subsp. inapertus. Cap Septentrional.
  - Agapanthus inapertus subsp. intermedius F. M. Leight., J. S. African Bot., Suppl. 4: 42 (1965). Sud-oest de Moçambic a Eswatini.
  - Agapanthus inapertus subsp. parviflorus F. M. Leight., J. S. African Bot., Suppl. 4: 42 (1965). Mpumalanga (Lydenburg).
  - Agapanthus inapertus subsp. pendulus (L.Bolus) F. M. Leight., J. S. African Bot., Suppl. 4: 42 (1965). Mpumalanga. (sin.: Agapanthus pendulus L.Bolus)

- Agapanthus praecox Willd., Enum. Pl.: 353 (1809). Cap Occidental a KwaZulu-Natal.
  - Agapanthus praecox subsp. minimus (Lindl.) F. M. Leight., J. S. African Bot., Suppl. 4: 22 (1965). Cap Occidental. (sin.: Agapanthus umbellatus var. minimus Lindl.)
  - Agapanthus praecox subsp. orientalis (F. M. Leight.) F. M. Leight., J. S. African Bot., Suppl. 4: 21 (1965). Cap Oriental a KwaZulu-Natal. Àmpliament cultivada com ornament. Sin.: Agapanthus orientalis F. M. Leight.
  - Agapanthus praecox subsp. praecox. Cap Oriental a KwaZulu-Natal.

## Importància econòmica i cultural
Les espècies i cultivars d'agapant s'utilitzen com plantes ornamentals a parcs i jardins. Són espècies summament adaptables, rústiques i de cultiu fàcil, motiu pel qual se les utilitza molt en parcs i jardins de poc manteniment. L'època de floració és a finals de primavera i estiu. Tot i que toleren qualsevol tipus de sòl, s'aconsegueixen exemplars excel·lents utilitzant un sòl profund i fèrtil. Poden prosperar bé tant a ple sol com a mitja ombra. Requereixen un abundant regatge a la primavera i l'estiu, més espaiat durant l'hivern. Es multipliquen per llavors o per divisió de les mates a la tardor.